# Bach an der Donau
Bach an der Donau es un municipio situado en el distrito de Ratisbona, en el estado federado de Baviera (Alemania). Tiene una población estimada, a fines de 2023, de 1809 habitantes.
Está ubicado en el centro del estado, en la región de Alto Palatinado, a orillas del río Danubio y cerca de la ciudad de Ratisbona.